# Partnerství Evropské skupiny leteckých a kosmických univerzit

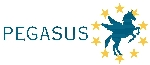
Logo PEGASUS

Partnerství Evropské skupiny leteckých a kosmických univerzit (PEGASUS)  (ang. Partnership of European Group of Aeronautics and Space Universities) je síť evropských univerzit zaměřených na letectví a kosmonautiku vytvořená za účelem usnadnění studentských výměnných pobytů a společného výzkumu mezi univerzitami. Předlohou pro PEGASUS byla skupina groupement des écoles aéronautiques françaises (skupina francouzských aeronautických grandes écoles) založená v roce 1998. Jejími členy byly tehdy univerzity ENAC, ENSMA a ISAE ve Francii.
Se sítí PEGASUS mají úzká vazby také významné společnosti z oboru, například Airbus.

## Členské univerzity
Síť PEGASUS se skládá z 30 univerzit v 12 zemích:
- Česko: 
  - České vysoké učení technické v Praze (ČVUT)
- Francie: 
  - École de l'air
  - École nationale de l'aviation civile (ENAC)
  - École nationale supérieure de mécanique et d'aérotechnique (ENSMA)
  - Institut Supérieur de l'Aéronautique et de l'Espace (ISAE)
  - École supérieure des techniques aéronautiques et de construction automobile (ESTACA)

- Německo:
  - Porýnsko-Vestfálská technická univerzita v Cáchách (RWTH)
  - Technická univerzita Berlín
  - Technická univerzita Braunschweig
  - Technická univerzita v Drážďanech
  - Univerzita ve Stuttgartu
- Itálie:
  - Polytechnická univerzita v Miláně
  - Polytechnická Univerzita v Turíně
  - Neapolská univerzita
  - Univerzita La Sapienza
  - Univerzita v Pise
  - Boloňská univerzita
- Litva:
  - Gediminasova technická univerzita ve Vilniusu (VGTU)
- Nizozemsko: 
  - Technologická univerzita v Delftu
- Polsko: 
  - Varšavská Polytechnika
- Portugalsko: 
  - Instituto Superior Técnico
- Slovensko:
  - Žilinská univerzita v Žilině
- Španělsko: 
  - Technická univerzita v Madridu
  - Technická univerzita ve Valencii
  - Sevillská univerzita
  - Průmyslová a letecká škola v Terrasse
- Švédsko: 
  - Královský technologický institut (KTH)
- Spojené království: 
  - Univerzita v Cranfieldu
  - Bristolská universita
  - Glasgowská univerzita